# روابط افغانستان و تاجیکستان
روابط افغانستان و تاجیکستان به روابط جمهوری اسلامی افغانستان و جمهوری تاجیکستان اشاره دارد که از سال ۱۹۹۲ آغاز شد. افغانستان دارای سفارت در دوشنبه و یک کنسولگری در خاروغ است. سفیر فعلی افغانستان در تاجیکستان عبدالغفور آرزو است. تاجیکستان دارای سفارت در کابل و کنسولگری در مزار شریف، فیض آباد و کندز است. سفیر فعلی تاجیکستان در افغانستان شرف‌الدین امام است.

## تاریخ
مناطقی که دو کشور را تشکیل می‌دهند، به ویژه در دوره سامانیان، غزنویان و تیموریان به هم پیوند خورده‌اند. پس از پیمان دوستی در سال ۱۷۵۰ بین احمد شاه درانی از افغانستان و محمد مراد بیگ از بخارا، رود آمو مرز رسمی افغانستان شد. زبان فارسی در هر دو کشور بسیار مورد استفاده قرار می‌گیرد و تاجیکی‌ها در افغانستان کمی بیشتر از تاجیکستان هستند.
روابط دیپلماتیک بین دو کشور در ۱۵ ژوئن ۱۹۹۲ برقرار شد. بروز جنگ داخلی تاجیکستان مسائل را پیچیده کرد زیرا بیشتر مناطق مرزی جنوبی تاجیکستان (خاتلون و گورنو- بدخشان) بین نیروهای دولت تاجیکستان (و مرزبانان متحد روسیه) و مخالفان متحد تاجیکستان مورد مناقشه قرار گرفت که توسط نیروهای اسلامی پشتیبانی می‌شد. ایالت افغانستان. در طول سال ۱۹۹۲، حداقل ۸۰۰۰۰ تاجیکستانی به افغانستان پناهنده شدند. رهبران مخالف تاجیکستان از حمایت دولت افغانستان برخوردار شدند و خود را در آنجا مستقر کردند، عمدتاً استان بدخشان. جنگ داخلی در افغانستان نیز باعث مهاجرت پناهندگان بین دو کشور شده بود، این بار پناهندگان از افغانستان وارد تاجیکستان می‌شوند.

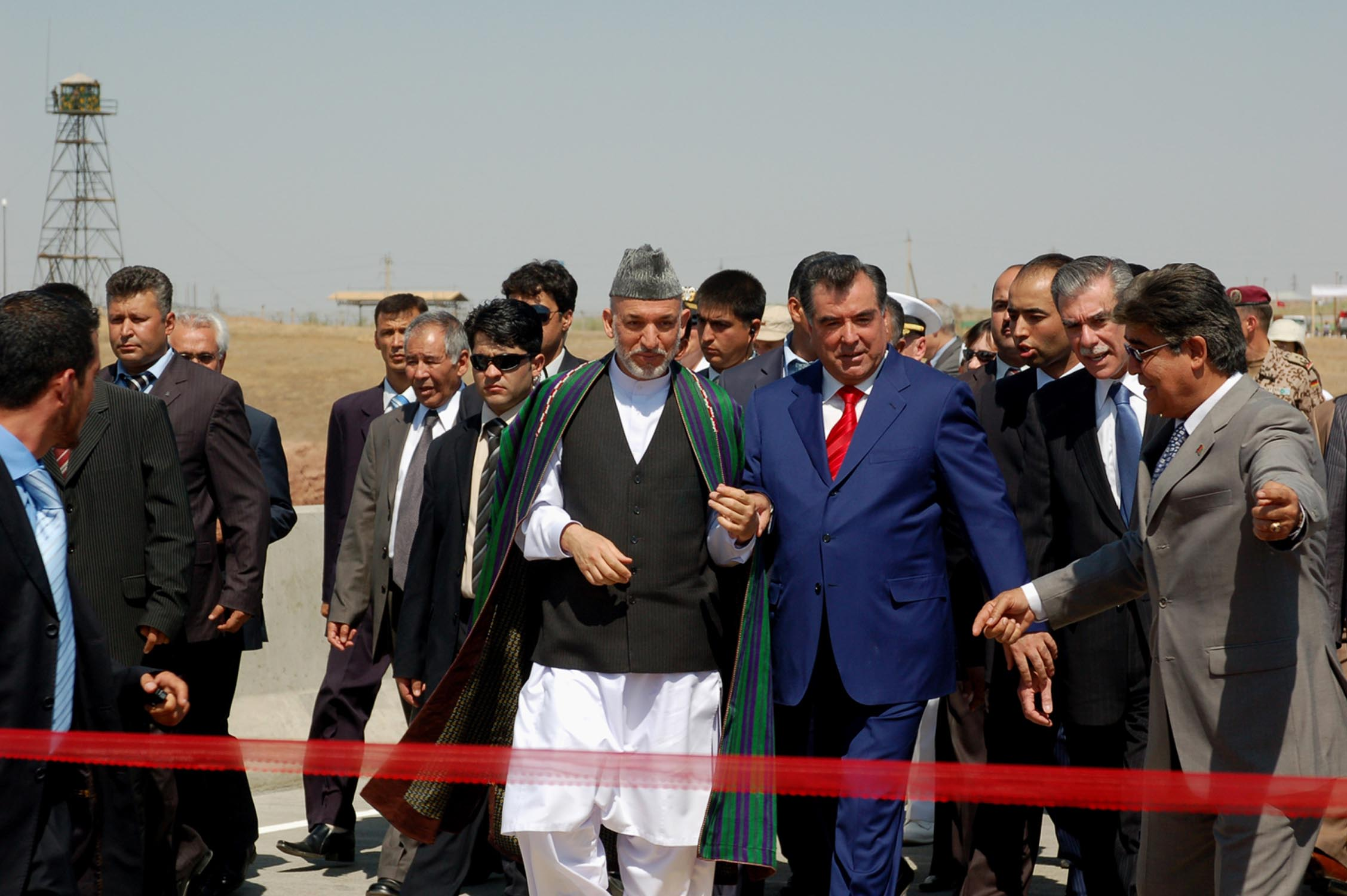
حامد کرزی رئیس‌جمهور افغانستان و امامعلی رحمان رئیس‌جمهور تاجیکستان به همراه کارلوس ام. گوتیرز (وزیر بازرگانی ایالات متحده) در پل افغانستان-تاجیکستان که در سال ۲۰۷ افتتاح شد.

تاجیکستان هنگامی که دولت کرزی کنترل افغانستان را به دست گرفت سفارت خود را در کابل افتتاح کرد. کنسولگری در مزاری شریف نیز در نوامبر همان سال افتتاح شد. روسای جمهور امامعلی رحمان از تاجیکستان و حامد کرزی از افغانستان در حاشیه نشست سازمان همکاری اقتصادی ۲۰۰۴ که در دوشنبه برگزار شد، دیدار می‌کنند. در آوریل ۲۰۰۵ رحمان یک سفر رسمی به افغانستان انجام داد. روابط دیپلماتیک، تجاری و فرهنگی بین دو کشور از آن زمان در حال گسترش است. تقریباً ۶۵۰۰ افغان در تاجیکستان زندگی می‌کنند. از این تعداد، حدود ۵۰۰ نفر در دانشگاه‌های مختلف تاجیکستان تحصیل می‌کنند.
مرز افغانستان و تاجیکستان تقریباً ۱۳۰۰ کیلومتر است، که بیشتر آن در زمینهای ناهموار است و از محافظت کمی برخوردار است. در حال حاضر مرز متخلخل بین دو کشور نگرانی عمده هر دو دولت و همچنین جامعه بین‌المللی است. این مرز یک مسیر اصلی برای قاچاق مواد مخدر از افغانستان به روسیه و اروپا است و از اواسط سال ۲۰۰۹ به نظر می‌رسد که خشونت مربوط به مواد مخدر و شورشیان در اطراف مرز در حال افزایش است، که بخشی از این وضعیت ناپایدار در پاکستان است.
پیوندهای حمل و نقل بین دو کشور، مانند پل افغانستان - تاجیکستان، اغلب با کمک و بودجه دولت‌های خارجی به آرامی در حال بازسازی است.</ref>

## انرژی
چندین توافق‌نامه در زمینهٔ انرژی بین افغانستان و تاجیکستان امضا شده‌است. یک قرارداد ۵۰۰ میلیون دلاری برای ایجاد اتصال انرژی از تاجیکستان و قرقیزستان به افغانستان در سپتامبر ۲۰۰۷ امضا شد. تاجیکستان و قرقیزستان در تلاش هستند تا صنعت برق‌آبی بالقوهٔ گستردهٔ خود را با فروش آن به جنوب آسیا توسعه دهند و پیوند انرژی با افغانستان به عنوان نخستین گام در چنین توسعه‌ای تلقی می‌شود.
دو دولت همچنین توافق کرده‌اند که یک نیروگاه آبی ۱۰۰ مگاواتی در رودخانه پنج بسازند. بودجه ساخت آن توسط بانک جهانی، بانک توسعهٔ آسیا و بانک توسعهٔ اسلامی تأمین می‌شود.